# سرقة الأعضاء
سرقة الأعضاء أو السرقة العضوية (بالإنجليزية: Organ theft)‏ هوَ اعتقاد وموضوع حَضري شَعبي أسطوري بوجود مُخطط مُنظم لسرقة الأعضاء البَشرية بهدف زراعتها وَبيعها لمن يَدفع أكثر، ولكن بالرغم من ذلك تُوجد بعض الحالات التي ثَبتت فيها سرقة الأعضاء بشكلٍ حقيقي، مع وُجود تقارير تُثبت حُصول هذا النشاط الإجرامي في الهند، وقد تم الإبلاغ أيضاً على انتشار هذا الأمر أيضاً في كوسوفو.